# Île aux Hérons (Québec)
Pour les articles homonymes, voir Île aux Hérons et île Héron.
L'Île aux Hérons est une île habitée du fleuve Saint-Laurent située dans l'archipel d'Hochelaga, au sud de Montréal au Québec (Canada). Désignée « habitat faunique », elle fait partie, avec certaines îles voisines des rapides de Lachine, du refuge d'oiseaux migrateurs de l'Île-aux-Hérons créé en 1937 par le gouvernement fédéral et est rattachée à la municipalité de Montréal.

## Géographie
De forme allongée, l'île aux Hérons fait 1 200 m de longueur et 400 m de largeur maximales. Située dans le fleuve Saint-Laurent au sud de l'île de Montréal, elle fait partie de l'ensemble des îles des Rapides de Lachine – avec l'île aux Chèvres au nord, l'île au Diable au sud-ouest plus en aval, Les Sept-Sœurs au sud-ouest, l'île à Boquet au sud et l'île Rock plus à l'est – de l'archipel d'Hochelaga. Elle est séparée au nord-ouest de la grande île de Montréal par le grand saut du fleuve Saint-Laurent (18 m de dénivellation), dit des rapides de Lachine, entre la zone du lac Saint-Louis en amont et le bassin de La Prairie en aval.
L'île se trouve à environ 700 m au sud-est de l'île de Montréal, face au parc des Rapides de l'arrondissement LaSalle (auquel elle est administrativement rattachée). L'île est séparée au nord de l'île aux Chèvres par un étroit chenal navigable sur toute sa longueur lorsque le fleuve n'est pas gelé.
L'île aux Hérons est parsemée de châlets et de maisons habitées saisonnièrement ou à l'année qui sont accessibles uniquement par bateaux grâce à des pontons individuels. Elle héberge nombre d'arbres rares et une multitude de fleurs et d'oiseaux. L'île aux Hérons abrite le plus important peuplement de micocouliers du Québec.

## Histoire

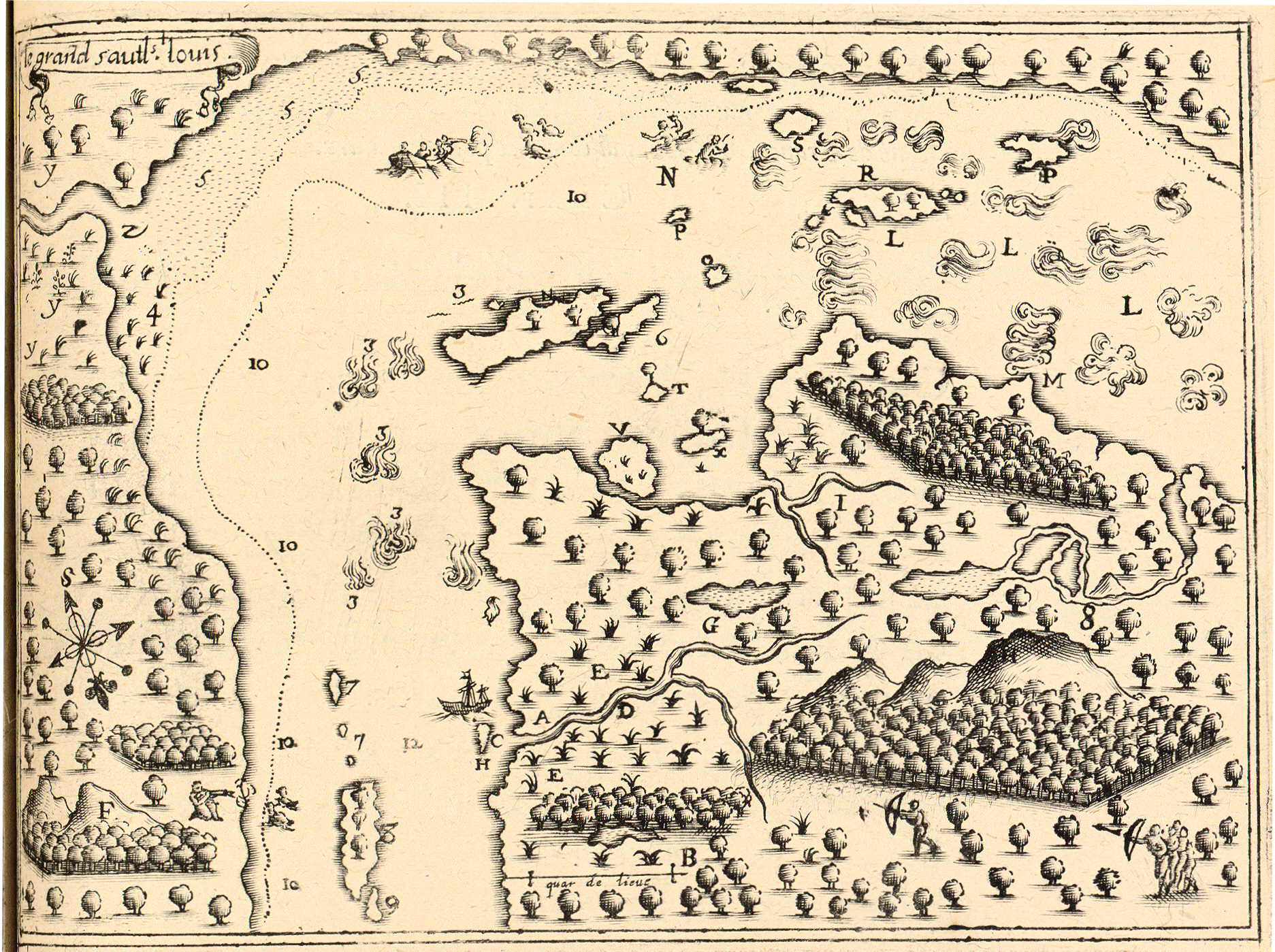
Carte de Champlain datant de 1611 sur laquelle figure l'« isle aux herons [sic] » au repère Q.

L'île aux Hérons est l'un des plus anciens toponymes de Montréal qui est déjà nommé sur la carte du Grand Sault-Saint-Louis que Samuel de Champlain dessine en 1611 lorsqu'il établit le premier poste de traite saisonnier sur l'île de Montréal.
En 1984, des fouilles archéologiques menées sur les îles aux Hérons, aux Chèvres et à Boquet ont mis au jour, sur les trois sites, des artéfacts et des traces de présence amérindienne remontant à 2 000 ans, les îles servant probablement de campements temporaires aux pêcheurs et chasseurs iroquois,.
Les îles des Rapides de Lachine, rattachées à LaSalle, font partie de la circonscription provinciale Marguerite-Bourgeoys depuis 1994.

## Protection et environnement
L'île aux Hérons fait partie depuis 1937 du refuge d'oiseaux migrateurs de l'Île-aux-Hérons, un espace protégé où notamment les grands Hérons, les Bihoreaux gris (dont c'est le premier site de reproduction au Québec) et les dindons sauvages (de retour depuis quelques années des États-Unis), nidifient. Elle fait également partie du réseau des 37 sites protégés du fleuve Saint-Laurent de Vision 2000. Quoique l'île soit la propriété exclusive d'Hydro-Québec, la compagnie a conclu une entente de conservation avec le gouvernement du Québec.
L'installation permanente sur les îles aux Hérons et aux Chèvres de trois cerfs de Virginie qui ont franchi les rapides, au tournant des années 2000, s'est suivie, en l'absence de prédateurs, d'une augmentation rapide leur population à une cinquantaine d'individus vers 2012. Cette surpopulation a nécessité un abattage des animaux (les réduisant à une dizaine d'individus en 2014) pour la préservation des sites de nidification des oiseaux ainsi que la végétation qui était fortement affectée par la harde.